# Javier Pascual Llorente
Javier Pascual Llorente (Alfaro, 30 maart 1971) is een voormalig Spaans wielrenner. Hij was beroepsrenner tussen 1995 en 2005. In 2003 werd Pascual Llorente tijdens de Ronde van Frankrijk betrapt op dopinggebruik. Hij testte positief op epo en kreeg 18 maanden schorsing opgelegd.

## Belangrijkste overwinningen
1995
- 2e etappe Ronde van Murcia

2001
- 1e etappe Deel B Vuelta Castilla y Leon
- 5e etappe Vuelta Castilla y Leon

2003
- 3e etappe Ruta del Sol
- 2e etappe Ronde van Murcia
- 3e etappe Ronde van Murcia
- eindklassement Ronde van Murcia

## Resultaten in voornaamste wedstrijden
| Jaar | Ronde van Italië | Ronde van Frankrijk | Ronde van Spanje |
| ---- | ---------------- | ------------------- | ---------------- |
| 1996 |                  |                     | 69e              |
| 1998 |                  |                     | 38e              |
| 1999 |                  | opgave              |                  |
| 2000 |                  | 31e                 |                  |
| 2001 |                  | 58e                 |                  |
| 2003 |                  | 27e                 |                  |

| Jaar | Milaan-San Remo |
| ---- | --------------- |
| 1996 |                 |
| 1998 |                 |
| 1999 | 143e            |
| 2000 | 155e            |
| 2001 | 157e            |
| 2003 |                 |